# Centro de Arte Moderna José de Azeredo Perdigão
Centro de Arte Moderna José de Azeredo Perdigão (Centrum Sztuki Nowoczesnej) – muzeum sztuki nowoczesnej portugalskiej fundacji Calouste Gulbenkiana w Lizbonie.
Zostało zaprojektowane przez Leslie Martina i otwarte w 1983 roku. CAM jest dopełnieniem klasycznego Muzeum Calouste Gulbenkiana o sztukę nowoczesną.
Muzeum skupia się na sztuce XX i XXI wieku. Szczególnie bogata jest kolekcja sztuki brytyjskiej, która była głównym obiektem zakupów Fundacji w latach 1959-1964.
Zbiory obejmują ok. 9000 dzieł artystów portugalskich i zagranicznych artystów.
Oprócz sal wystawowych, w CAM znajduje się m.in. restauracja, kawiarnia, księgarnia i scena pod gołym niebem.

## Galeria

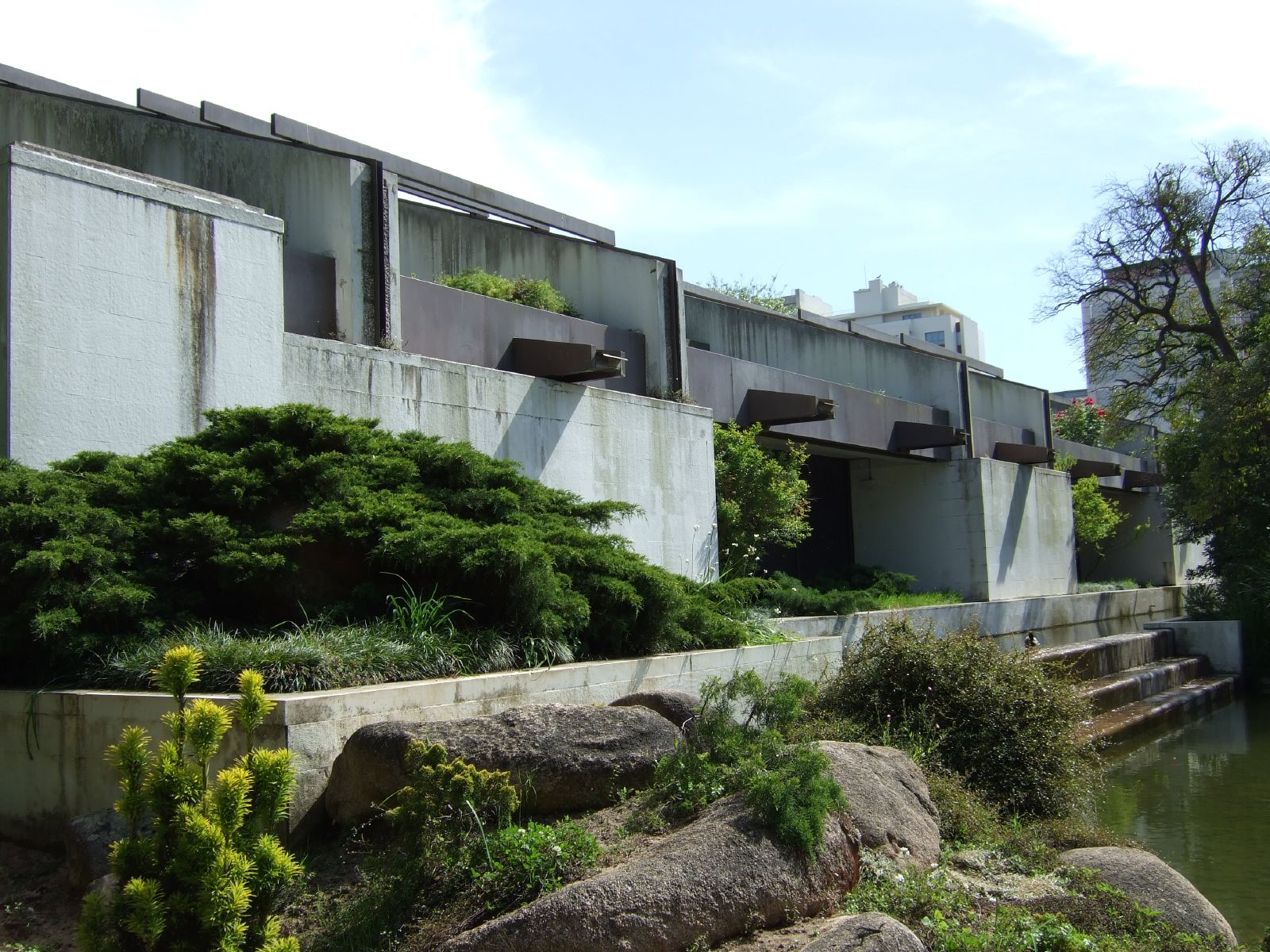
Częściowy widok na CAM
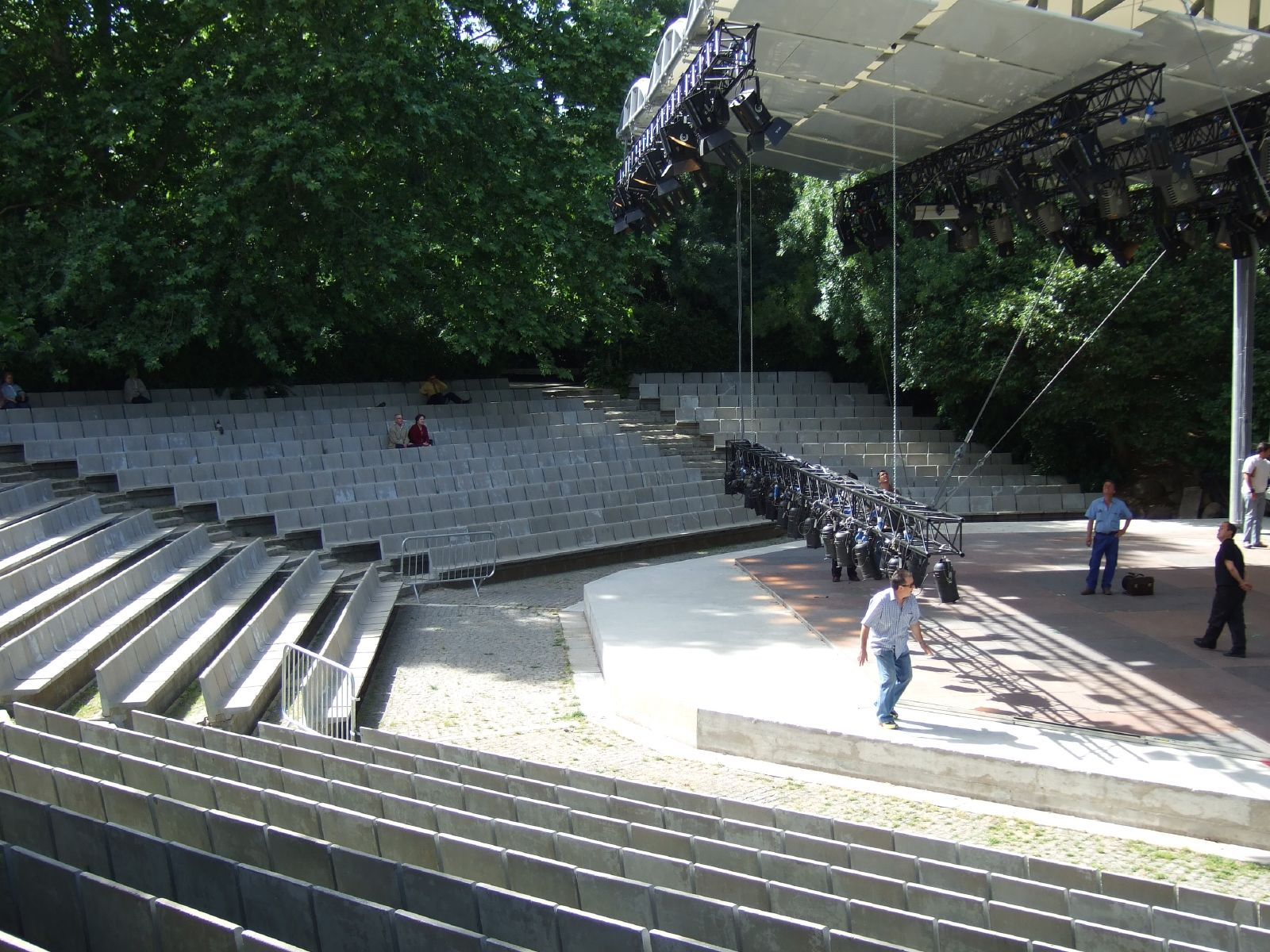
Die Freiluftbühne des CAM
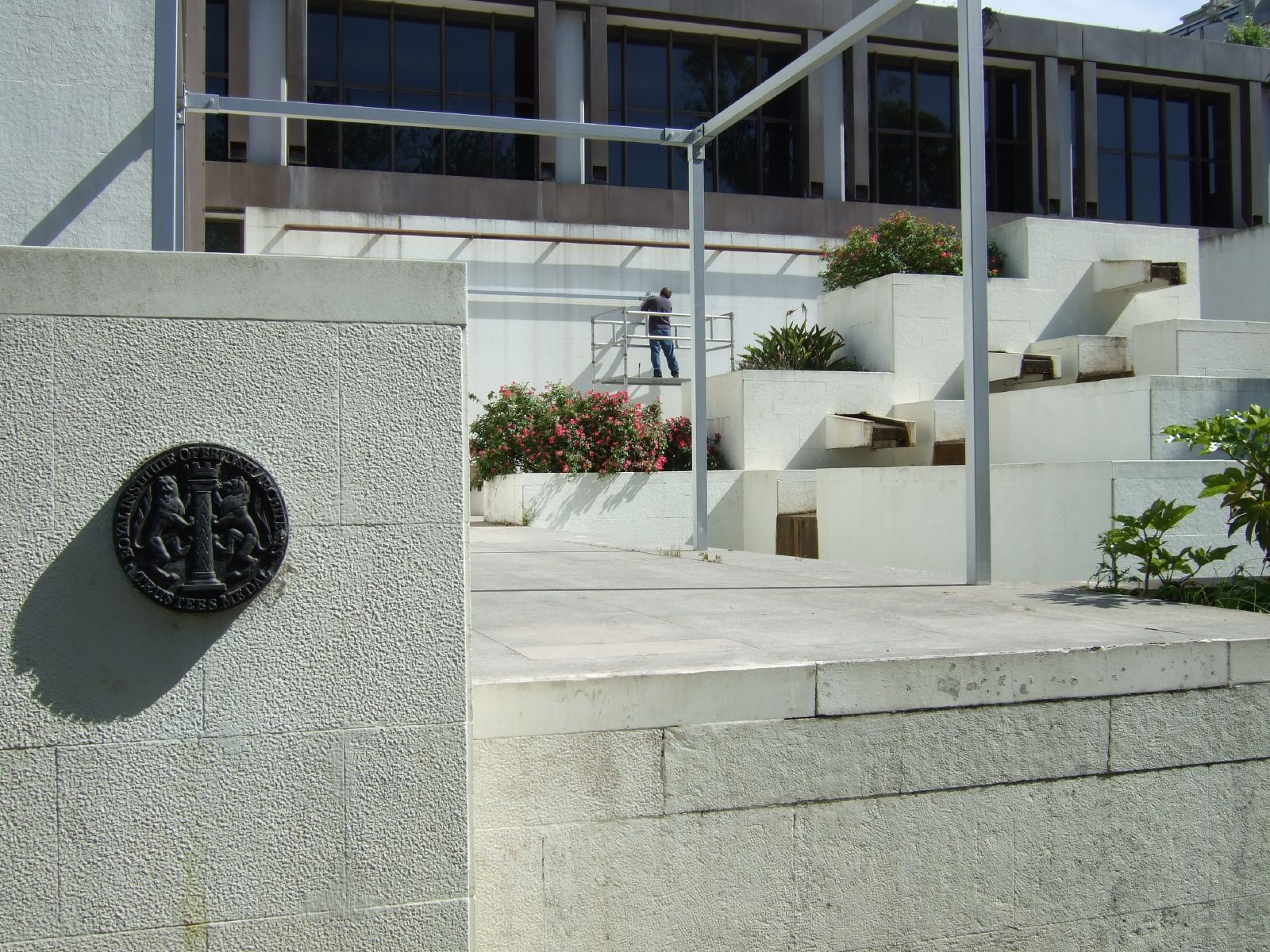
Scena plenerowa  CAM
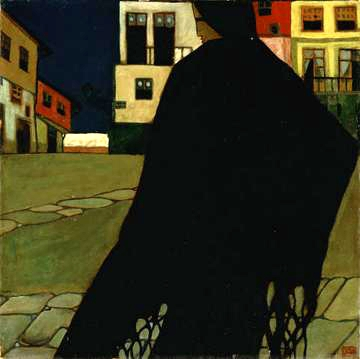
Armando de Basto: Kobieta z szalem
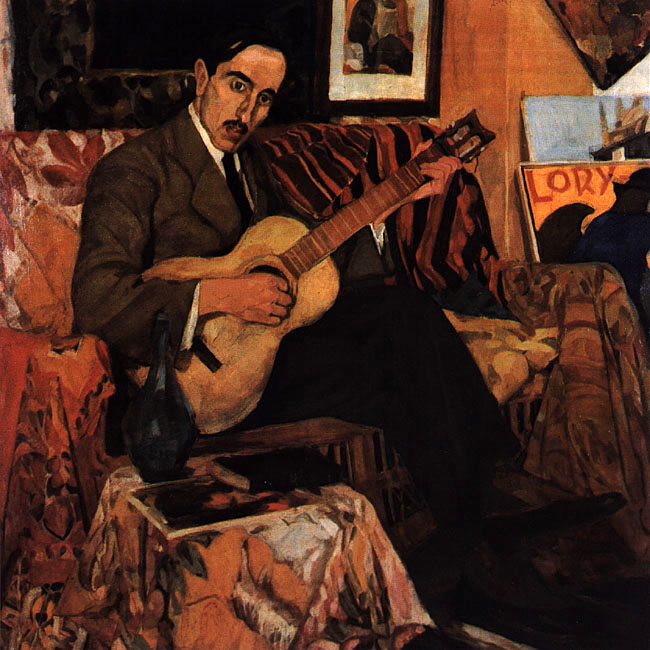
Armando de Basto: Gitarzysta
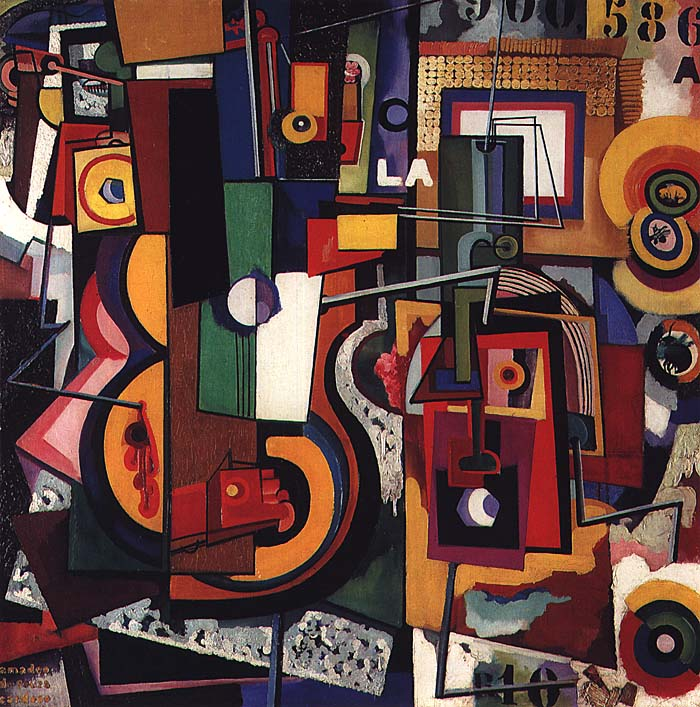
Souza-Cardoso: Pintura (1917)